# Мамаду Силла Діалло
Мамаду Силла Діалло (фр. Mamadou Sylla Diallo; нар. 20 березня 1994, Кедугу) — сенегальський футболіст, нападник іспанського «Алавеса».

## Ігрова кар'єра
Народився 20 березня 1994 року в місті Кедугу, Сенегал, переїхав в Іспанію в 2004 році, де почав займатись футболом в академії клубу «Гранульєс». У 2009 році в 10-річному віці вступив в академію «Барселони». Після закінчення академії Силла грав за молодіжні команди клубів «Матаро» та «Еспаньйола», а в 2013 році був включений в заявку резервної команди «Еспаньйола», що грала у Сегунді Б.
27 березня 2015 року Силла був відправлений в оренду в «Расінг», на заміну травмованому нападнику Мамаду Коне. Перший матч на професійному рівні він зіграв 5 квітня, почавши в старті домашню гру проти «Льягостери» (0-2). Шість днів потому Силла забив свій перший професійний гол, принісши на останніх хвилинах перемогу «Расінгу» над «Мальоркою». Всього в 11 матчах за сантандерців Силла забив 3 голи, але це не врятувало команду від вильоту з Сегунди.
У Прімері Силла дебютував 27 вересня 2015 року, вийшовши за «Еспаньйол» на заміну замість Віктора Санчеса у програній 0-3 грі проти «Депортіво».
Так і не закріпившись у барселонському клубі, 11 липня 2016 року Силла був відданий в оренду в бельгійський «Ейпен». Там сенегалець провів чудовий сезон, забивши 11 голів у 29 іграх регулярного чемпіонату. По завершенні сезону «Ейпен» викупив контракт гравця щоб відразу продати його в «Гент» за 2,5 млн євро, який підписав з гравцем чотирирічний контракт Мамаду, однак, не зміг одразу виправдати сподівання гранду бельгійського футболу: у своєму першому сезоні він забив лише два м'ячі за «Гент» у 32 іграх, з яких лише один у чемпіонаті. В результаті наступний сезон африканець виступав на правах оренди за інші бельгійські клуби «Зюлте-Варегем» та «Сент-Трюйден».
Першу половину 2020 року відіграв у Росії за «Оренбург», де виходив на поле епізодично, після чого повернувся до Іспанії, ставши гравцем «Жирони».
20 серпня 2021 року уклав контракт з «Алавесом».

## Статистика виступів

### Статистика клубних виступів
Станом на 31 серпня 2020
| Сезон             | Команда           | Чемпіонат         | Чемпіонат | Чемпіонат | Національний кубок | Національний кубок | Національний кубок | Континентальні кубки | Континентальні кубки | Континентальні кубки | Інші змагання | Інші змагання | Інші змагання | Усього | Усього |
| Сезон             | Команда           | Ліга              | Ігор      | Голів     | Ліга               | Ігор               | Голів              | Ліга                 | Ігор                 | Голів                | Ліга          | Ігор          | Голів         | Ігор   | Голів  |
| ----------------- | ----------------- | ----------------- | --------- | --------- | ------------------ | ------------------ | ------------------ | -------------------- | -------------------- | -------------------- | ------------- | ------------- | ------------- | ------ | ------ |
| 2014–15           | «Расінг»          | СД (ІІ)           | 11        | 3         | КІ                 | -                  | -                  | -                    | -                    | -                    | -             | -             | -             | 11     | 3      |
| 2015–16           | «Еспаньйол»       | ПД                | 14        | 0         | КІ                 | 3                  | 1                  | -                    | -                    | -                    | -             | -             | -             | 17     | 1      |
| 2016–17           | «Ейпен»           | СЛ                | 29+6      | 11+1      | КБ                 | 4                  | 1                  | -                    | -                    | -                    | -             | -             | -             | 39     | 13     |
| 2017–18           | «Гент»            | СЛ                | 26+2      | 1         | КБ                 | 2                  | 1                  | ЛЄ                   | 2                    | 0                    | -             | -             | -             | 32     | 2      |
| 2018–19           | «Зюлте-Варегем»   | СЛ                | 14        | 1         | КБ                 | 2                  | 0                  | -                    | -                    | -                    | -             | -             | -             | 16     | 1      |
| 2018–19           | «Сент-Трюйден»    | СЛ                | 5+8       | 0+4       | КБ                 | -                  | -                  | -                    | -                    | -                    | -             | -             | -             | 13     | 4      |
| 2019–20           | «Гент»            | СЛ                | 1         | 0         | КБ                 | 1                  | 0                  | ЛЄ                   | 1                    | 0                    | -             | -             | -             | 3      | 0      |
| Усього за «Гент»  | Усього за «Гент»  | Усього за «Гент»  | 29        | 1         |                    | 3                  | 1                  |                      | 3                    | 0                    |               | -             | -             | 35     | 2      |
| січ.-черв. 2020   | «Оренбург»        | ПЛ                | 5         | 0         | КІ                 | -                  | -                  | -                    | -                    | -                    | -             | -             | -             | 5      | 0      |
| Усього за кар'єру | Усього за кар'єру | Усього за кар'єру | 121       | 21        |                    | 12                 | 3                  |                      | 3                    | 0                    |               | -             | -             | 136    | 24     |